# سد نفوذ
سد نفوذ (به انگلیسی: Containment) یک سیاست خارجه آمریکا در دوران جنگ سرد بود.
جورج کنان، که در آن زمان معاون سفیر ایالات متحده آمریکا در شوروی بود، در سال ۱۹۴۷ در مقاله‌ای در نشریه فارن افرز به دولت آمریکا پیشنهاد کرد برای مقابله با خطر توسعه‌طلبی کمونیست‌های اتحاد شوروی، سیاست سد نفوذ را به دور از این کشور به مرحله اجرا گذارد تا با گذشت زمان، نظام کمونیستی فروپاشد. پیمان‌های ناتو، سیتو و سنتو بر اساس این راهکار به وجود آمدند.